# Влияния на Толкина
По мнению исследователей, на творчество английского писателя Дж. Р. Р. Толкина о Средиземье, в особенности на «Властелин колец» и «Сильмариллион», оказало влияние большое количество явлений и событий, в том числе языки, христианство, мифология, археология, классическая и современная литература, а также личный опыт автора. Основным источником вдохновения для Толкина была его профессия, филология. Толкин специализировался на изучении древнеанглийской литературы, в частности, поэмы «Беовульф», что нашло отражение в его произведениях.
На Толкина как на лингвиста серьёзное влияние оказали германские, кельтские, финские, славянские и греческие языки и мифология. Одновременно прослеживается влияние христианских убеждений автора. Критики выделяют множество литературных и топологических предшественников персонажей, мест и событий, описанных в произведениях Толкина. Некоторые из них представляли для автора особую важность, например, произведения Уильяма Морриса. Также автор использовал реально существующие топонимы, например Бэг Энд (такое название было у дома, принадлежавшего тёте Толкина).
Сам Толкин признавал некоторое влияние на свои произведения собственного опыта, включая детские воспоминания о жизни в деревне в Вустершире, а затем в урбанизирующемся Бирмингеме, а также опыт участия в Первой мировой войне.

## Филология
Толкин был профессиональным филологом, специалистом по контрастивной и исторической лингвистике. В частности, он хорошо знал древнеанглийский язык. Он писал: «Я филолог и все мои работы филологические». В письме к американскому издателю Houghton Mifflin Толкин подчеркнул, что считает «Властелин колец» «единым целым», «вдохновлённым в основе своей лингвистикой», и что в основании романа лежат выдуманные языки. Он писал: «Скорее „истории“ сочинялись для того, чтобы создать мир для языков, нежели наоборот».

### «Христос I»
Конструировать свою мифологию Толкин начал в 1914 году, работая над поэмой «Путешествие Эаренделя, Вечерней звезды» (англ. The Voyage of Earendel the Evening Star), которая, в свою очередь, была вдохновлена древнеанглийской поэмой «Христос I» (англ. Christ I). Примерно в 1915 году Толкин решил, что сконструированный им язык квенья станет языком эльфов, на котором говорят Эарендиль и Эльвинг. После этого он приступил к сочинению «Лэ о Эаренделе» (англ. Lay of Earendel), в котором повествуется о путешествиях Эаренделя и о том, как его корабль превратился в утреннюю звезду. Из поэмы «Хрисос I» Толкин также позаимствовал термин «Средиземье» (в качестве перевода древнеанглийского слова Middangeard). Медиевисты Стюарт Д. Ли и Элизабет Солопова полагают, что «Христос I» был «катализатором мифологии Толкина».

### «Беовульф»
Толкин был экспертом по древнеанглийской литературе, в особенности по эпической поэме «Беовульф». Это произведение сильно повлияло на тексты Толкина, в частности, на «Властелин колец». К примеру, в «Беовульфе» упоминаются различные мифические существа, включая огров (eotenas), эльфов (ylfe) и демонов (orcneas). Это повлияло на воображение Толкина, создавшего различные расы и народы Средиземья. Информации об эльфах было очень мало, хотя Толкин тщательно изучал все древнеанглийские источники, где они упоминались.
В другой древнеанглийской поэме «Максимы II» Толкин нашёл фразу orþanc enta geweorc (в переводе — «искусная работа гигантов»), из которой, по мнению Тома Шиппи, происходит название энтов — вымирающей расы лесных гигантов. Из той же фразы, по мнению Шиппи, Толкин позаимствовал название башни Ортанк (orþanc). Древнеанглийскую фразу в таком случае можно перевести как «Ортанк, крепость энтов». Это древнеанглийское слово встречается и в «Беовульфе» во фразе searonet seowed, smiþes orþancum («кольчуга искрилась — сеть, искусно сплетённая в кузнице»). Слово searo в его мерсийской форме *saru Толкин использовал в имени правителя Ортанка, мага Сарумана, в котором объединились идеи хитрости и технологии. «Беовульф» и другие древнеанглийские тексты использовались и при создании образов рохиррим (всадников Рохана), например, их земля называлась «Маркой» (Mark). На мерсийском диалекте древнеанглийского языка королевство Мерсия называлось «Маркой» (*Marc).

### «Сигелвара»
Ряд концепций из произведений Толкина о Средиземье могут быть связанными с древнеанглийским словом «Сигелвара» (др.-англ. Sigelwara), которое встречается в «Рукописи Юния» и переводится как «эфиопский» (англ. Ethiopian). Толкин полагал, что у этого слова ранее было другое значение, об этом он написал целую статью «Земля Сигелвары» (англ. Sigelwara Land), опубликованную в двух частях в 1932 и 1934 году. По мнению Толкина, Sigel означало одновременно «солнце» (руна Совило (ᛋ)) и «драгоценный камень» (от латинского sigillum, печать). Второй элемент слова Sigelhearwan — *hearwa — мог соответствовать древнеанглийскому слову heorð («очаг») и латинскому carbo («сажа»). Толкин предположил, что от сыновей Муспеля произошли Silhearwanu, демоны, «чудовища с докрасна раскалёнными, испускающими искры глазами, с лицами чёрными как сажа». Шиппи отмечает, что это изучение этого слова вдохновило Толкина на создание Балрогов (демонов огня) и сверкающих как солнце драгоценных камней Сильмарилей. «Эфиопское» значение слова Толкин использовал при создании народа Харадрим — южной расы людей с с тёмной кожей.

### Ноденс
В 1928 году был раскопан языческий храм IV века н. э. в Лидни-Парк (Lydney Park), графство Глостершир. Толкина попросили изучить найденную в этом храме надпись, сделанную на латыни: «Богу Ноденсу. Сильвиан потерял кольцо и даст за находку его Ноденсу половину стоимости. Из тех, кто носит имя Сенициан, никто не будет здоров до тех пор, пока не принесёт его в храм Ноденса». Название места, где была найдена табличка с надписью англосаксонском звучало как «Дворфс-Хилл» (Dwarf’s Hill). В 1932 году Толкину, профессиональному лингвисту, удалось проследить связь между Ноденсом и с героем мифологии ирландских кельтов Нуаду по прозвищу «Серебряная рука».
Исследователь творчества Толкина Том Шиппи полагает, что работа Толкина по исследованию надписи имела «ключевое влияние» на Средиземье, так как данный сюжет сочетал бога-героя, кольцо, гномов («дворфов») и «серебряную руку». В «Энциклопедии Дж. Р. Р. Толкина» отмечаются «похожие на норы хоббитов шахтные отверстия [Дворфс-Хилла]» и тот факт, что Толкин был очень заинтересован в исследовании истории и мифологии этого места раскопок. Также отмечается, что это место в Англии могло вдохновить Толкина на создание персонажа «Келебримбора и павших королевств Мории и Эрегиона».
Курарор Лидни-Парка Сильвия Джонс полагает, что на Толкина «определённо повлияли» находки на месте раскопок храма. Специалист по английской литературе Джон М. Бауэрс отметил, что Келебримбор — это на синдарине «Серебряная рука», и «поскольку это место было известно как Дворфс-Хилл и испещрено заброшенными шахтами, разумно предположить, что оно стало вдохновением для образов Одинокой горы и шахт Мории».

## Христианство
Толкин был глубоко верующим католиком. В одном из писем другу-иезуиту Роберту Мюррею он написал, что «Властелин колец» «в основе своей произведение религиозное и католическое; поначалу так сложилось неосознанно, а вот переработка была уже вполне сознательной». В романе много теологических тем, включая борьбу добра и зла, смирения и гордыни, проявление божественной Благодати, темы смерти и бессмертия, милосердия и сострадания, воскресения, спасения, покаяния, самопожертвования, свободной воли, справедливости, братства, власти и исцеления. Толкин упоминает молитву «Отче наш», в особенности строки «и не введи нас в искушение, но избавь нас от лукавого» в отношении борьбы Фродо с искушением Единого кольца. Толкин писал: «Конечно, Бог есть во „Властелине колец“… Это — монотеистический мир „естественной теологии“». Когда писателя спросили, кто является Богом в Средиземье, он ответил: «Единый, конечно! Книга о мире, созданном Богом — нашем настоящем мире на этой планете».
Влияние Библии прослеживается и в «Сильмариллионе». Конфликт между Мелькором и Эру Илуватаром — это библейская история о бунте Сатаны против Бога. Создание и падение (мятеж) эльфов, о котором повествует «Сильмариллион», имеет много общего с историей о создании и грехопадении человека в книге Бытия. В одном из черновиков Толкина эльф Финрод рассуждает о возможности и необходимости того, чтобы сам Эру Илуватар спустился в Арду, чтобы спасти людей от зла Моргота. Тема грехопадения отражена в Айнулиндалэ (миф о создании мира), в истории о братоубийственной резне в Алквалондэ и в легенде о падении Нуменора.

## Мифология

### Германская мифология
Влияние на Толкина оказали германские героические легенды, в особенности скандинавская мифология и древнеанглийские тексты. Во время учёбы в школе короля Эдуарда в Бирмингеме Толкин читал и переводил с древнескандинавского. Первой книгой скандинавской мифологии, которую он купил, была «Сага о Вёльсунгах». На тот момент Толкин прочёл единственный доступный английский перевод «Саги» Уильяма Морриса и Эйрикюра Магнуссона 1870 года. «Сага о Вёльсунгах» на древнескандинавском и «Песнь о Нибелунгах» на средневерхнемецком были написаны примерно в одно время и использовали одни и те же древние источники. Обе поэмы послужили основой для цикла опер «Кольцо нибелунга» Рихарда Вагнера, в обеих присутствует волшебное, но проклятое золотое кольцо, а также сломанный и впоследствии перекованный меч. В «Саге о Вёльсунгах» это кольцо Андвари под названием Андваранаут и меч Грам; эти предметы во многом соответствуют Единому кольцу и мечу Нарсилю (после перековки получившему название Андуриль) во «Властелине колец». В «Саге о Вёльсунгах» также встречаются имена, которые можно найти в произведениях Толкина. В книге «Легенда о Сигурде и Гудрун» приведены две написанных аллитерационным стихом поэмы, которые Толкин написал в 1930-е годы на основании впечатлений от легенды о Сигурде из скандинавской мифологии.
На Толкина повлияла и древнеанглийская поэзия, особенно «Беовульф», о чём писал Том Шиппи. Дракон Смауг из повести «Хоббит, или Туда и обратно» был «вдохновлён» драконом из «Беовульфа»: оба древние, свирепые, жаждут золота, летают по ночам и охраняют сокровища. Во «Властелине колец» также есть отголоски «Беовульфа»: так, зал для пиршеств Хеорот стал прообразом Медусельда, Золотых чертогов короля Рохана. Эльф Леголас описывает Медусельд прямой цитатой из «Беовульфа» (líxte se léoma ofer landa fela): «Свет его сияет далеко над землёй». Само название Медусельд означает «медовый зал» и также взято из «Беовульфа». Шиппи отмечает, что вся глава «Король Золотых чертогов» построена по образцу сюжета из «Беовульфа»: герой приходит к королю, его дважды останавливает стража, затем он оставляет своё оружие. Правда, у Толкина героев несколько, и своё оружие они оставляют неохотно, а стражник Хама разрешает Гэндальфу пройти с посохом. И в «Беовульфе», и во «Властелине колец» есть король, управляющий свободными народами, которые не просто слепо следуют приказам, а обладают возможностью выбора.
Персонаж мага Гэндальфа основан на германском божестве Одине в его воплощении в виде бедного странника, одноглазого старика с длинной белой бородой, широкополой шляпой и посохом. В одном из писем Толкин признался, что представляет Гэндальфа «странником в духе Одина». Описанные в «Братстве Кольца» Балрог и обрушение моста Кхазад-дум в Мории напоминают огненного великана Сурта и предсказание о разрушении Биврёста, моста в Асгард. Радужный мост, связывающий Асгард и Мидгард, также сравнивали с «Прямым путём» (англ. Straight Road), которым из Средиземья можно было попасть в Валинор после падения Нуменора, а Валар из «Сильмариллиона» сранивали с асами, богами Асгарда. Черты Тора, самого физически сильного из асов, можно найти в описании Валар Оромэ и Тулкаса. Манвэ, главный из Валар, имеет некоторое сходство с Одином, «Всеотцом». Разделение эльфов на «светлых» и «тёмных» встречается как у Толкина в его «Сильмариллионе», так и в «Младшей Эдде».
Некоторые критики предположили, что Толкин позаимствовал главный сюжет «Властелин колеца» из цикла опер «Кольцо нибелунга» Рихарда Вагнера. Другие отметили, что все сходство связано с влиянием на оба произведения «Саги о Вёльсунгах» и «Песни о Нибелунгах». Толкин отрицал наличие какой-либо связи своей книги с произведениями Вагнера, написав в письме к своему издателю: «Оба кольца были круглыми, и на этом сходство заканчивается». Хамфри Карпентер в «Биографии» Толкина отмечает, что автор ещё до поступления в Оксфорд «пренебрежительно» относился к Вагнеру и его интерпретации германских мифов. Некоторые исследователи заняли промежуточную позицию: оба автора использовали одни и те же источники, на Толкина оказало влияние развитие мифологии Вагнером, в особенности концепция кольца, дарующего мировое господство. Кольцо у Вагнера, вероятно, стало развитием образа волшебной палочки, упоминаемой в «Песни о Нибелунгах», которая даровала владельцу контроль над «расой людей». Есть мнение, что резкое отрицание Толкиным влияния Вагнера было вызвано его негативным отношением к предисловию Оке Ольмаркса к шведскому переводу «Властелина колец», в котором писатель с раздражением нашёл множество неточностей. Другие исследователи предположили, что негативная реакция Толкина на сравнение с Вагнером объясняется ассоциацией произведений композитора с нацизмом.

### Финская мифология
На Толкина «сильнейшее впечатление» произвёл карело-финский эпос «Калевала», в особенности история Куллерво. Сам Толкин признал, что история «злосчастного» Куллерво стала «зародышем» его попыток сочинять собственные легенды и легла в основу его «Детей Хурина», хотя и «видоизменилась до неузнаваемости». Автор при жизни не успел закончить эту историю, её опубликовали после его смерти под редакцией Кристофера Толкина. Исследователи находят много общего между Куллерво и толкиновским персонажем Турином Турамбаром: оба — трагические герои, по незнанию совершившие инцест с сестрой, и совершившие самоубийство путём бросания себя на меч.
В «Калевале» большую роль играет магический предмет огромной мощи под названием Сампо: он дарует владельцу изобилие и благополучие, однако точная его природа остаётся доподлинно неизвестной: это мог быть камень-жернов или мельница, возможно, «Ось мира» (Axis mundi). Некоторые исследователи, включая Рендела Хелмса, полагают, что Сампо имеет сходство с Сильмарилями, формируя «центральный элемент» легендариума Толкина. По мнению Джонатана Хаймса, Толкин посчитал Сампо («мировой столп с мельничными жерновами под украшенной крышкой неба») слишком сложным артефактом и решил разделить его на несколько объектов. «Столп» стал Древами Валинора, олицетворяя аспект древа жизни, освещающего весь мир. «Украшенная крышка» стала сияющими Сильмарилями, вместившими в себя свет двух Древ, и объединив эти два символа.
Как и за Единое кольцо, за Сампо сражались силы добра и зла, и в итоге оно было уничтожено. Главный герой «Калевалы» Вяйнямёйнен походит на Гэндальфа: он стар, мудр, а в конце своих приключений отплывает на лодке в дальние земли прочь от смертных. Некоторые критики отметили сходство между Вяйнямёйненом и Томом Бомбадилом.
Разработанный Толкином эльфийский язык квенья имеет много общего с финским.

### Античная литература
В произведениях Толкина прослеживается влияние древнегреческой мифологии, в частности, в истории о падении Нуменора, напоминающей миф об Атлантиде. Квейнийское название Atalantë («Низвергнутая земля», название Нуменора после его падения) походит на Atlantis Платона, усиливая ощущение, что мифология Толкина дополняет историю и мифологию нашего реального мира. В своих письмах Толкин признаётся, что это всего лишь «любопытное совпадение».
Валар, о которых Толкин писал в «Валаквенте» (включена в «Сильмариллион»), во многом напоминают олимпийских богов. Как и боги-олимпийцы, Валар жили в реальном мире, но в отдалении от смертных (древнегреческие боги — на горе Олимп, Валар — на отдельном острове). Улмо, Владыка вод, имеет много общего с Посейдоном, а Манвэ — с Зевсом.
Свою историю о Берене и Лутиэн Толкин сравнил с мифом об Орфее и Эвридике, только «наоборот»: в его истории гендерные роли спасителя и спасаемой поменялись, Лутиэн трижды спасает Берена, в том числе из царства мёртвых. Миф об Эдипе имеет схожие черты с толкиновской историей «Дети Хурина»:
Есть «Дети Хурина», трагическая повесть о Турине Турамбаре и его сестре Ниниэль, где в качестве главного героя выступает Турин: персонаж, как сказали бы (те, кому нравятся такого рода рассуждения, хотя толку в них чуть), унаследовавший ряд черт Сигурда Вельсунга, Эдипа и финского Куллерво.
Толкиновского Феанора сравнивают с Прометеем (например, Верлин Флигер). Оба имеют символическую и буквальную связь с огнём, оба — бунтари против велений богов и оба являются создателями артефактов — источников света.

### Кельтские влияния

#### Валлийские и ирландские влияния
Толкин писал, что разработанный им эльфийский язык синдарин «лингвистически очень похож на валлийский (хотя ему и не идентичен)» и это «соответствует довольно-таки „кельтскому“ характеру легенд и историй, в которых фигурируют его носители». Некоторые имена и названия в «Хоббите» и «Властелине колец» имеют валлийское происхождение, например деревня Крикхоллоу (англ. Crickhollow) в Бакленде напоминает валлийский топоним Крикхауэлл (англ. Crickhowell). Хоббитское имя Мериадок могло быть аллюзией на имя легендарного кельтского короля Британии Конана Мериадока, хотя сам Толкин это отрицал. Димитра Фими полагает, что толкиновским эльфам присущи многие черты из кельтской мифологии.
В письме 1937 года Толкин признался в «некоторой антипатии» к кельтским легендам, объясняя это тем, что они «в основе своей они напрочь лишены всякой логики». Однако исследователи творчества писателя полагают, что влияние кельтской мифологии на Толкина всё же прослеживается, особенно в «Сильмариллионе». Например, история об изгнании эльфов-нолдор имеет некоторые параллели со сказаниями о племенах богини Дану в ирландской мифологии. Племена богини Дану, полубожественные существа, приплыли в Ирландию на кораблях, которые были сожжены сразу после высадки на берег, и участвовали в яростных сражениях с местными жителями. У Толкина эльфы-нолдор прибыли в Средиземье из Валинора на кораблях, после чего сожгли их и отправились сражаться с Мелькором. Ещё одну параллель можно найти в истории о потере руки Маэдросом, сыном Феанора, и историей Нуаду (ирл. Nuada Airgetlám) / Ллид Ллау Эрейнта (валл. Llud llaw Ereint, в переводе — «Серебряная рука»), потерявшего руку в битве против Фир Болг. Нуаду получил новую руку из серебра вместо утраченной. У Толкина эта история отразилась в имени эльфа Келебримбора — с синдарина оно переводится как «серебряная рука» (Telperinquar на квенья).

#### Артуровский цикл
Артуровские легенды являются частью кельтского культурного наследия. Сам Толкин отрицал их влияние на своё творчество, однако филологи нашли некоторые параллели. Так, Дональд О’Брайен, Патрик Уинн, Карл Хостеттер и Том Шиппи нашли сходство толкиновской истории «Берен и Лутиэн» и валлийской сказки «Килух и Олвен», входящей в состав «Мабиногиона». В обеих герои-мужчины дают опрометчивые обещания, чтобы жениться на девах, оба заручаются поддержкой великих королей (Артура и Финрода), оба получают почти невыполнимые задания, оба охотятся или сражаются со свирепыми зверями (вепри Турх Труйт и Исгитирвин, волк Кархарот) с помощью гончей (Кавалл и Хуан). Обе девы обладают такой красотой, что под их ногами цветут цветы, когда они впервые встречают героев, как бы являясь живыми воплощениями весны. «Мабиногион» был частью «Красной книги Хергеста», источника валлийских кельтских преданий, которую, вероятно, имитирует «Алая книга Западных пределов», якобы написанная хоббитами.
Гэндальфа сравнивали с Мерлином, Фродо и Арагорна — с Артуром, Галадриэль — с Владычицей Озера. Верлин Флигер исследовала соответствия между артуровским циклом и произведениями Толкина. Она указала на очевидные совпадения между Авалоном и Аваллонэ, Броселианде (Brocéliande) и Броселиандом, изначальным названием Белерианда. Толкин сам признавал, что отплытие Фродо и Бильбо на Тол Эрессеа (порт которого назывался «Аваллонэ») был «артурианской концовкой». Корреляции между местами и персонажами из артурианы и из легедариума Толкина были рассмотрены в книге «Падение Артура» (2013) сыном писателя Кристофером Толкином. Ещё одной параллелью является артурианская легенда о сэре Балине и толкиновская история Турина Турамбара. У сэра Балина есть проклятый меч, которым он невольно убивает собственного брата, но тот также смертельно ранит его. Турин же невольно убивает друга Белега своим чёрным мечом.

### Славянская мифология
В произведениях Толкина можно найти некоторое влияние славянской мифологии. Например, имя волшебника Радагаста и название его жилища Росгобель в Рованнионе могут быть связаны со славянским божеством Радегастом — богом солнца, войны, гостеприимства, плодородия и урожая. Река Андуин — синдаринское название Великой реки Рованниона — может быть связано с реально существующим Дунаем, протекающим в основном через земли славянских народов и сыгравшим важную роль в их фольклоре.

## История
Битва на Пеленнорских полях — решающее сражение Войны Кольца, описанное в пятой книге «Властелина колец» — могла быть основана на реальной битве V века. Элизабет Солопова отметила, что Толкин неоднократно ссылался на описание битвы на Каталаунских полях историком Иорданом, и проанализировала сходство между двумя сражениями. В обеих битвах описано сражение между цивилизациями «Запада» и «Востока». Подобно Иордану, Толкин описывает свою битву как легендарное сражение, память о котором останется в веках. Ещё одной параллелью является смерть короля вестготов Теодориха на Каталаунских полях и смерть Теодена на Пеленнорских полях. Иордан писал, что Теодорих упал со своей лошади и был растоптан насмерть собственной наступающей конницей. Теоден погиб от того, что его же собственная лошадь упала на него и раздавила. Подобно Теодориху, Теодена уносят с поля, а его рыцари плачут и поют ему гимны, в то время как битва ещё продолжается.

### Шекспир
Филологи полагают, что Уильям Шекспир оказал существенное влияние на Толкина, хотя последний открыто признавался в своей нелюбви к пьесам драматурга. В частности, Толкин не одобрил использование Шекспиром слова «эльф», назвав это «опошлением». Также он ещё со школьных лет испытывал «горькое разочарование и отвращение» по поводу того, как «жалко и неубедительно Шекспир обыграл приход „Великого Бирнамского леса на высокий Дунсинанский холм“» в «Макбете». По мнению критиков, на Толкина в особенности повлияли «Макбет», «Сон в летнюю ночь», а также «Король Лир» — в последнем поднимались вопросы королевской власти, безумия и престолонаследия. Некоторые исследователи отмечают влияние и некоторых других пьес, включая «Венецианский купец», «Генрих IV, часть 1» и «Бесплодные усилия любви», а также поэзии Шекспира, на тексты Толкина. Том Шиппи полагал, что Толкин испытывал к Шекспиру «сдержанное уважение», отчасти потому, что тот был его земляком из Уорикшира. По мнению Шиппи, «Шекспир вполне мог бы стать одним из поэтов Шира».

### Антикварианизм
Исследователи, включая Ника Грума, полагают, что Толкин стал продолжателем традиции английского антикварианизма, прослеживаемого ещё в творчестве авторов XVIII века Томаса Чаттертона, Томаса Перси и Уильяма Стьюкли. Как и предшественники, Толкин создал множество элементов, имитирующих старину, включая каллиграфию, вымышленные языки, поддельные средневековые рукописи, генеалогии, карты, геральдику и множество паратекстов, включая заметки и глоссарии. Уилл Шервуд отметил, что Толкин использовал эти «несюжетные элементы» для «погружения читателей в Арду». По мнению Шервуда, Толкин занимался усовершенствованием антикварных литературных практик, создав «кодексы и конвенции современной литературы в жанре фэнтези».

### Модернизм
По мнению Томаса Кулльманна и Дирка Зипмана, «Властелин колец» «имитирует эпическую поэзию древней Греции, Ирландии и Англии, ранние современные романы, фольклор и сказки», а также «высокопарные традиции и популярную поэзию», при этом нельзя выделить что-то одно. Также они отметили, что критики часто упускают влияние на Толкина романов XIX и начала XX века.
Клэр Бак в «Энциклопедии Дж. Р. Р. Толкина» разбирает литературный контекст XX века, а Дейл Нелсон разбирает творчество 24 авторов, проводя параллели с творчеством Толкина. Некоторые послевоенные писатели и поэты, например Энтони Берджесс, Эдвин Мюир и Филип Тойнби негативно отзывались о «Властелине колец», тогда как другие, включая Наоми Митчисон, Айрис Мердок и Уистена Хью Одена, дали роману высокие оценки. Первые критики романа называли Толкина немодернистом. Более поздние критики приблизили Толкина к модернистской традиции, отмечая его внимание к темам языка и бренности бытия. По мнению Клэр Бак, если целью Толкина было создание мифологии для Англии, то это соответствовало традиции английской постколониальной литературы и многих писателей и поэтов, которые размышляли о состоянии современного английского общества и сути английского духа.
Толкину нравились приключенческие истории эдвардианской эпохи таких авторов как Джон Бакен и Генри Райдер Хаггард. Он признался, что предпочитает «более лёгкие современные романы», как у Бакена. Критики отметили общие черты произведений Толкина и Бакена. Так, Оден сравнил «Братство Кольца» с романом Бакена «Тридцать девять ступеней». Нелсон заметил, что своими произведениями Толкин «достаточно прямолинейно» ответил на «мифотворческие и прямолинейно приключенческие романы» Хаггарда. Толкин писал, что в детстве ему нравились истории о «краснокожих индейцах»; Шиппи сравнил спуск Братства по Андуину на лодках из Лотлориэна в Тол Брандир с романом «Последний из могикан» Джеймса Фенимора Купера. Всадники Рохана под командованием Эомера, окружившие незнакомцев (Арагорна, Леголаса и Гимли) и угрожающие им оружием, по мнению Шиппи, больше напоминают «фильмы о команчах или шайеннах, чем что бы то ни было в английской истории».
В интервью 1966 года Толкин признался, что в детстве ему нравился роман Хаггарда «Она» — особенно его впечатлила история с черепком (осколком древней амфоры), на котором по-гречески было написано послание от древнеегипетской жрицы Аменартас. В первом издании романа Хаггарда было приведено факсимиле черепка с древней надписью, что создавало эффект правдоподобия и историчности повествования. Дейл Нелсон предположил, что под впечатлением этого Толкин мог придумать историю со свитком с завещанием Исильдура, в котором последний описывал Единое кольцо. Также это повлияло на создание Толкином псевдодокументальной страницы из «Книги Мазарбул». Критики, начиная с Эдвина Мюира, писали о сходствах между романами Хаггарда и Толкина. Сцену смерти Сарумана сравнивали с внезапным увяданием Аэши, когда та вступила в бессмертный огонь.
В романе Жюля Верна «Путешествие к центру Земли» упоминается манускрипт с сообщением из прошлого, зашифрованным рунами, изучив который герои отправляются в путешествие — это же происходит и в повести Толкина «Хоббит, или Туда и обратно».
Толкин писал, что в детстве его впечатлил исторический фэнтезийный роман Сэмюэла Крокета «Чёрный Дуглас» и что он стал вдохновением для описания сцены битвы с варгами в «Братстве Кольца». Некоторые критики предположили, что роман Крокета повлиял и на другие события и персонажей Толкина, однако другие отметили, что доказательства этого весьма ограничены. Толкин признался, что он прочёл много книг Эдгара Райса Берроуза, однако отрицал, что романы о планете Барсум вдохновили его на создание гигантских пауков вроде Унголиант и Шелоб: «К его Тарзану я испытывал неприязнь даже большую, чем моё собственное отвращение к паукам. Пауков я увидел задолго до того, как Берроуз начал писать, и я не думаю, что он как-то повлиял на Шелоб. Во всяком случае, я не сохранил никаких воспоминаний о ситах или аптах».
На Толкина могли повлиять «Посмертные записки Пиквикского клуба» Чарльза Диккенса. К примеру, речь Бильбо на вечеринке по случаю своего дня рождения напоминает первую речь Пиквика.
Сильное влияние на Толкина оказал Уильям Моррис. Толкин ещё в 1914 году писал, что хотел бы написать произведение «в духе романов Морриса, со стихотворными вставками тут и там». Позднее он писал, что произведения Морриса повлияли на создание Мёртвых болот (англ. Dead Marshes) и Лихолесья (англ. Mirkwood).
Ещё одним автором, повлиявшим на Толкина, был Джордж Макдональд, написавший книгу «Принцесса и гоблин». На мировоззрение Толкина повлияли книги Инклинга Оуэна Барфилда, в особенности «Серебряная труба» (1925), «История английских слов» (1926) и «Поэтическая дикция» (1928). На повесть «Хоббит, или Туда и обратно» некоторое влияние оказала книга Эдварда Уайк-Смита «Изумительная Страна Снергов» (1927), а также персонаж Джорджа Бэббита из книги «Бэббит» (1922). Описание подземных существ морлоков в романе Герберта Уэллса «Машина времени» (1895) могло повлиять на создание некоторых толкиновских монстров.

## Личный опыт автора

### Детство
Некоторые места и персонажи из произведений Толкина стали отражением детских воспоминаний и впечатлений писателя. Толкин вырос в сельском Уорикшире: с 1896 года он жил в Сэрхоуле вблизи Сэрхоульской мельницы, а позднее переехал в Бирмингем вблизи водохранилища Эджбастон. Также у Толкина можно найти намёки на близлежащий индустриальный регион Чёрной страны. Толкин признался, что описанная им индустриализация Саруманом Изенгарда, а затем и Шира была основана на событиях, происходивших в его родной Англии.
Бэг Энд — название жилища Бильбо и Фродо в Хоббитоне — было реальным названием дома, принадлежавшего тёте Толкина Джейн Нив в Дормстоне (графство Вустершир).

### Война
Во время публикации «Властелина колец» популярным было мнение о том, что Единое кольцо является аллегорией атомной бомбы. Алан Николлз писал: «Близость этой аналогии к человеческой ситуации придаёт ей ужасающую реалистичность и актуальность. Это прозаическое и поэтическое отражение духовных сумерек современного мира, омрачённых чёрной силой… атомной бомбы». Эдвин Мюир не соглашался с такой интерпретацией, отметив, что нельзя проводить прямые параллели между водородной бомбой и тем, что «кажется олицетворением самого зла». Сам Толкин настаивал, что в его книгах нет никаких аллегорий и что он завершил написание почти всего романа «Властелин колец», включая концовку, ещё до первого применения ядерного оружия. При этом в письме 1960 года он отметил, что «Мёртвые болота и подступы к Мораннону отчасти обязаны Северной Франции после битвы на Сомме», а в «Предисловии» ко второму изданию «Властелина колец» он написал, что Первая мировая война была ничуть не менее «ужасным опытом» для её юных участников, чем Вторая мировая. В сентябре и октябре 1916 года Толкин принял участие в битве на Сомме в качестве офицера связи, после чего отправился домой на лечение от окопной лихорадки. Некоторые исследователи творчества писателя полагают, что ответом Толкина на вызов войны стало создание легендариума Средиземья. Комментаторы выделили ряд соответствий между военным опытом Толкина и некоторыми аспектами его произведений о Средиземье. К примеру металлические драконы, которые атакуют сокрытый в горах город эльфов в «Падении Гондолина», напоминают танки, которые Толкин увидел на войне. К. С. Льюис, который участвовал в битве при Аррасе (1917), написал, что «Властелин колец» реалистично демонстрирует «самое качество войны, которую знало моё поколение», включая «живую и яркую дружбу», задний план, состоящий из «отчаяния» и «весёлый» передний план, а также «ниспосланные с неба» подарки вроде «тайника с табаком, „спасённого“ из руин».

### Инклинги
Толкин был членом кружка Инклингов, неформальной литературной дискуссионной группы, связанной с Оксфордским университетом в 1930-е и 1940-е годы. По словам Колина Дюрье, члены группы Инклингов имели общее представление о связи между «воображением, мифом и реальностью, а также христианским мировоззрением, в котором языческая духовность рассматривалась как предвосхищение пришествия Христа и христианской истории». Том Шиппи добавил, что группу очень интересовали «добродетельные язычники», и что «Властелин колец» по сути был историей таких людей, находившихся во мраке до христианского откровения. Также Толкин и другие Инклинги высоко оценивали «теорию северного мужества», согласно которой даже при угрозе тотального поражения сражаться с врагом нужно всё равно. В группе обсуждались и философские вопросы, которые находили отражение в текстах Толкина, в том числе древние внутрихристианские дебаты о природе зла. Шиппи отметил, что фраза Эльронда «ничто не является злым в начале, даже Саурон не был злым» звучит практически как заявление Боэция, который считал, что всё изначально было добром, а зла не существует — зло является просто отсутствием добра. Инклинги, по свидетельству К. С. Льюиса, терпимо относились к манихейскому представлению о том, что добро и зло (свет и мрак) одинаково могущественны и ведут борьбу за власть над миром. Во «Властелине колец» прослеживается двойственная природа зла: это и «отсутствие добра», и некая внешняя сила. По мнению Шиппи, христианские убеждения подталкивали Толкина к трактовке Боэция, но личный опыт участия в войне и история XX века склоняли писателя к манихейскому объяснению могущества и торжества зла в мире, что также можно увидеть в истории Средиземья. К. С. Льюис поддерживал Толкина во время написания романа, последний признался, что без Льюиса «никогда бы не завершил „Властелин колец“».

## Комментарии
1. ↑  В черновиках «Властелина колец» Толкин использовал названия Harwan и Sunharrowland, и лишь потом остановился на «Хараде»; Кристофер Толкин отметил, что эти названия связаны с эссе его отца Sigelwara Land[25].
2. ↑  DVD-диск с фильмом Питера Джексона «Властелин колец: Возвращение короля» завершается цитатой темы Зигфрида из «Кольца нибелунга» Вагнера. Кевин Дж. Доннелли отметил, что эта отсылка является двусмысленной: она может быть просто музыкальной шуткой, а может быть намёком на «удручающее расовое воображение мира Толкина и трилогии фильмов Питера Джексона»[73].